# 覺胤法親王
覺胤法親王（？—1541年2月21日），是日本戰國時代的法親王，生父是伏見宮貞常親王，伏見宮邦高親王的同母弟。他也是天台宗的天台座主和妙法院、日嚴院兩院的門跡。

## 經歷
他最初出家為僧，法號覺胤，在長享二年（1488年）接受親王宣下，後繼承妙法院、日嚴院兩院門跡。在永正十五年（1518年）至天文十年（1550年）就任第162世天台座主，並在任內去世。
| 宗教頭銜          | 宗教頭銜                                      | 宗教頭銜          |
| ----------------- | --------------------------------------------- | ----------------- |
| 前任： 教覺       | 妙法院門跡 第32世                             | 繼任： 堯尊法親王 |
| 前任： 公意       | 日嚴院門跡 第10世                             | 繼任： 覺永       |
| 前任： 堯胤法親王 | 天台座主 第162世 1518年5月22日－1541年2月21日 | 繼任： 尊鎮法親王 |